# Cuthbert (Georgie)
Cuthbert je město v Randolph County, v Georgii, ve Spojených státech amerických. V roce 2011 žilo ve městě 3859 obyvatel.

## Demografie
Podle sčítání lidí v roce 2000 žilo ve městě 3731 obyvatel, 1360 domácností a 870 rodin. V roce 2011 žilo ve městě 1710 mužů (44,3%), a 2149 žen (55,7%). Průměrný věk obyvatele je 39 let.